# Pkw-Energieverbrauchskennzeichnungsverordnung
Die deutsche Pkw-Energieverbrauchskennzeichnungsverordnung (kurz Pkw-EnVKV) soll der Bewertung und Kennzeichnung der Energieeffizienz neuer Personenkraftwagen dienen. Durch die Verordnung wurde die Richtlinie 1999/94/EG über die Bereitstellung von Verbraucherinformationen über den Kraftstoffverbrauch und CO2-Emissionen beim Marketing für neue Personenkraftwagen in deutsches Recht umgesetzt. Die Auszeichnung erfolgt anhand sogenannter Energie- bzw. CO2-Labels (auch „Effizienzlabel“), welche Verbraucher informieren und bei ihrer Kaufentscheidung zugunsten eines möglichst umweltfreundlichen Fahrzeugs unterstützen sollen. Da jedoch bei der Berechnungsformel der durchschnittliche CO2-Ausstoß eines Fahrzeugs in Relation zum Fahrzeuggewicht gesetzt wird und somit verbrauchsstarke Fahrzeuge oft besser bewertet werden als verbrauchsarme, steht die Verordnung unter erheblicher Kritik von Umwelt- wie auch Automobilverbänden. Im Juli 2013 entschied der Europäische Gerichtshof, dass das Bundeswirtschaftsministerium der DUH Akteneinsicht zum Zustandekommen des Gesetzes und dem Einfluss der Autolobby dabei erteilen muss.

## Inhalt
Bereits seit November 2004 sind Autoverkäufer verpflichtet, ihre ausgestellten sowie zum Verkauf oder Leasing angebotenen Fahrzeuge mit Angaben über den jeweiligen Kraftstoffverbrauch und CO2-Ausstoß auszuzeichnen. Eine Einordnung und Bewertung, wie man es etwa von Kühlschränken oder Waschmaschinen kennt, erfolgte in diesem Zusammenhang aber noch nicht.
Ziel der Pkw-Energieverbrauchskennzeichnungsverordnung ist es, Fahrzeugen eine gleichermaßen feste Bewertung zuzuordnen, so dass Käufer auf den ersten Blick über deren Effizienz informiert werden können. Die Bewertung erfolgt jedoch nicht anhand der absoluten Werte aus Kraftstoffverbrauch und CO2-Ausstoß, sondern aus deren Verhältnis zur Fahrzeugmasse (Gesamtgewicht). Schwereren Fahrzeugen wird ein höherer Verbrauch zugestanden als leichteren.

## Berechnung und Einteilung
Ähnlich dem von vielen Haushaltsgeräten bekannten Verfahren erfolgt eine Einteilung der Fahrzeuge in acht Effizienzklassen: von A+ (sehr effizient) bis G (wenig effizient). Außerdem werden die einzelnen Klassen farblich unterschieden: Die Skala reicht von Grün (A bis C) über Gelb (D bis F) bis Rot (G).
Für die Einordnung in die entsprechende Klasse wird zunächst der fahrzeugspezifische CO2-Referenzwert R mit der Fahrzeugmasse M in Kilogramm des fahrbereiten Fahrzeugs nach folgender Zahlenwertgleichung berechnet:

R [g/km] = 36,59079 + 0,08987 × M

Dieser Referenzwert ist kaufmännisch auf eine ganze Zahl zu runden. Anschließend wird die prozentuale Abweichung des absoluten Fahrzeug-CO2-Wertes vom Referenzwert ermittelt nach:

CO2Diff. [%] = (CO2Pkw – R) × 100 / R

Dieser Prozentwert kann nun anhand der folgenden Tabelle zugeordnet und somit die CO2-Effizienzklasse bestimmt werden:

Grenzen der Energieeffizienzklassen für PKW

| A+++ | ≤ −55 %            | 0,3 %  | 2,1 %  | Wenn mindestens 5 % der zugelassenen Fahrzeuge innerhalb eines Kalenderjahres die Werte erfüllen, wird diese Klasse eingeführt.                                                            |
| A++  | −54,99 % bis −46 % | 0,7 %  | 0,9 %  | Wenn mindestens 5 % der zugelassenen Fahrzeuge innerhalb eines Kalenderjahres die Werte erfüllen, wird diese Klasse eingeführt. Dies ist auch bei der Überprüfung für 2018 nicht der Fall. |
| A+   | −45,99 % bis −37 % | 2,2 %  | 5,8 %  | Hierzu zählen generell alle Elektroautos. |
| A    | −36,99 % bis −28 % | 19,6 % | 20,8 % | |
| B    | −27,99 % bis −19 % | 26,8 % | 39,2 % | |
| C    | −18,99 % bis −10 % | 29,0 % | 20,2 % | |
| D    | −9,99 % bis −1 %   | 16,1 % | 7,2 %  | |
| E    | −0,99 % bis +8 %   | 3,5 %  | 2,1 %  | |
| F    | +8,01 % bis +17 %  | 1,2 %  | 0,8 %  | |
| G    | > +17,01 %         | 0,8 %  | 0,8 %  | Hierzu zählen überproportional Sportwagen. |

## Bewertung
Laut dem ehemaligen Wirtschaftsminister Philipp Rösler, dessen Ministerium die Regelung erarbeitet hat, gibt die Effizienzskala Auskunft darüber „wie effizient das Fahrzeug verglichen mit anderen Modellen der jeweiligen Klasse ist“. Der größte Vorteil der EnVKV liege laut Verband der Automobilindustrie in der Möglichkeit der klassenspezifischen Bewertung. Hierbei ist nicht die Effizienzklasse, sondern die Fahrzeugklasse gemeint. Da die Kategorisierung der Fahrzeugklasse aber in die Formel nicht eingeht, sondern nur das Gewicht, ist damit eher eine gewichtsspezifische Bewertung gemeint, mit der Annahme, dass eine Fahrzeugklasse ein ähnlich hohes Gewicht hat. Bei einer Klasseneinteilung (jetzt Effizienzklasse) allein anhand der Emissionswerte würden insbesondere funktionell orientierte Fahrzeuge wie Geländewagen, Einsatzfahrzeuge oder auch SUVs auf Grund ihres höheren Gewichts und der meist stärkeren Motorisierung generell schlechter abschneiden, obwohl sie unter Umständen mit moderner Technik ausgestattet sind. Kleinwagen würden durch ihr geringeres Gewicht hingegen tendenziell eher umweltfreundlich bewertet werden, obwohl möglicherweise längst umweltschonendere Technologien zur Verfügung stünden. Eine Unterscheidung innerhalb einer Fahrzeugklasse wäre somit nicht möglich – für Verbraucher wäre etwa unter mehreren SUVs nicht erkennbar, welcher der effizienteste ist.
Von Umweltverbänden, aber auch durch einige Autoclubs wie den ADAC, den Verkehrsclub Deutschland (VCD) oder den Autoclub Europa (ACE), wurde dagegen scharf kritisiert, dass für die Größeneinteilung der PKW die Masse des Fahrzeugs herangezogen werde. Diese Einteilung sei eine Irreführung der Verbraucher, da dem tatsächlichen CO2-Ausstoß zu wenig Bedeutung beigemessen werde. So dürfe ein Auto umso mehr Kohlendioxid ausstoßen, je schwerer es sei, wodurch somit schwere Fahrzeuge mit hohem Verbrauch als umweltfreundlich klassifiziert würden. Greenpeace sieht darin gar „eine Perversion der ursprünglichen Absicht“.
Tatsächlich erhalten durch die Verordnung spritsparende Kleinwagen häufig eine deutlich schlechtere Einstufung als hochmotorisierte Oberklassenlimousinen mit höherem Verbrauch. Während z. B. ein gut 1000 kg schwerer Fiat 500 mit einem CO2-Ausstoß von 155 g/km in die zweitschlechteste Kategorie fällt, erhält ein rund 2,5 Tonnen schwerer Porsche Cayenne mit einem CO2-Ausstoß von 193 g/km das zweitbeste Rating. Nach Auffassung der Deutschen Umwelthilfe werde das Ziel der Richtlinie, Verbraucher zum Kauf CO2-armer Fahrzeuge anzuhalten, durch die Besserstellung schwererer Fahrzeuge konterkariert. Laut ADAC ist das Effizienzlabel „nur verwirrend und damit total überflüssig“, während der Verband der Automobilindustrie das System lobt und als „fair“ beurteilt, da alle Hersteller gleich beurteilt würden.

## Juristischer Streit um Akteneinsicht für die deutsche Umwelthilfe
Im Juli 2010 klagte der Umweltverband Deutsche Umwelthilfe (DUH) vor dem Verwaltungsgericht Berlin auf Akteneinsicht, um das Zustandekommen der Verordnung sowie insbesondere den Einfluss der Autolobby bei deren Novellierung zu klären. Zuvor hatte das zu diesem Zeitpunkt von Rainer Brüderle geführte Bundeswirtschaftsministerium abgelehnt, Akten zum Entstehen der Verordnung herauszugeben, auch Brüderles Nachfolger Philipp Rösler blieb bei der Weigerung, der DUH die Akteneinsicht zu gewähren. Im Juli 2013 entschied der Europäische Gerichtshof, der den Fall vom VG Berlin übernommen hatte, dass das Ministerium der DUH Akteneinsicht gewähren muss. Zugleich erklärte der Europäische Gerichtshof, dass das deutsche Umweltinformationsgesetz nicht vereinbar mit der zugrunde liegenden EU-Richtlinie sei.
Die Akten belegten, dass die Automobilindustrie erheblichen Einfluss schon auf den Entwurf der Verordnung genommen hatte. Der Verband der Automobilindustrie (VDA) einigte sich zunächst mit dem Bundeswirtschaftsministerium auf einen Vorschlag für die Verordnung und wirkte an der sich anschließenden Abstimmung zwischen Bundeswirtschafts- und Bundesumweltministerium mit. Im Ergebnis wurde die von der Automobilindustrie gewünschte Gewichtsabhängigkeit der Effizienzklassen in die Verordnung aufgenommen und der Anteil der „grün“ gekennzeichneten Fahrzeuge erhöht.

## Ausblick
Der deutsche Bundesrat sprach sich mehrheitlich dafür aus, die EnVKV spätestens drei Jahre nach Einführung um weitere Faktoren zu erweitern, die zur Berechnung der Effizienzklasse herangezogen werden müssen. Solche könnten etwa die Fahrzeugfläche oder die Zahl der Sitzplätze im Verhältnis zum Gewicht des Fahrzeugs sein. Erreichen mindestens fünf Prozent der Neufahrzeuge die Bestwertung, sollen zudem sukzessive weitere (bessere) Effizienzklassen eingeführt werden.

## Pkw-Neuzulassungen in Deutschland nach CO2-Effizienzklassen
| CO2-Effizienzklasse 1         | 2011      | 2012      | 2013      | 2014      | 2015      | 2016      | 2017      | 2018      |
| ----------------------------- | --------- | --------- | --------- | --------- | --------- | --------- | --------- | --------- |
| A+                            | 17.131    | 45.840    | 92.490    | 206.238   | 359.728   | 432.306   | 391.101   | 264.564   |
| A                             | 343.218   | 483.285   | 571.243   | 613.774   | 765.692   | 858.561   | 812.088   | 622.124   |
| B                             | 597.161   | 632.813   | 783.827   | 922.027   | 1.071.072 | 1.175.844 | 1.272.171 | 1.169.810 |
| C                             | 947.508   | 942.900   | 845.788   | 757.135   | 608.576   | 543.386   | 610.073   | 603.001   |
| D                             | 835.555   | 675.501   | 469.017   | 384.687   | 261.353   | 211.339   | 214.157   | 214.584   |
| E                             | 256.188   | 173.547   | 101.933   | 74.925    | 60.472    | 47.373    | 54.106    | 62.719    |
| F                             | 102.781   | 68.989    | 34.739    | 25.883    | 23.680    | 18.246    | 18.051    | 22.412    |
| G                             | 45.311    | 28.702    | 21.996    | 18.765    | 19.488    | 23.249    | 22.061    | 22.443    |
| ohne Angabe 2                 | 28.781    | 30.927    | 31.398    | 33.339    | 35.981    | 41.303    | 47.454    | 454.121 3 |
| Insgesamt                     | 3.173.634 | 3.082.504 | 2.952.431 | 3.036.773 | 3.206.042 | 3.351.607 | 3.441.262 | 3.435.778 |
| davon reine Elektro-Fahrzeuge | 2.154     | 2.956     | 6.051     | 8.522     | 12.363    | 11.410    | 25.056    | 36.062    |
| Quelle                        | [ 12 ]    | [ 13 ]    | [ 14 ]    | [ 15 ]    | [ 16 ]    | [ 17 ]    | [ 18 ]    | [ 19 ]    |